# 500 Miles de Fuji 1988
Navigation
Édition précédente Édition suivante
Les 500 miles de Fuji 1988 (officiellement appelé les 1988 JAF Grand Prix All Japan Fuji 500 Miles), disputées le 24 juillet 1988 sur le Fuji Speedway, ont été la quatrième manche du Championnat du Japon de sport-prototypes 1988.

## La course

### Classement de la course
Voici le classement officiel au terme de la course,.
- Les premiers de chaque catégorie du championnat du monde sont signalés par un fond jaune.
- Pour la colonne Pneus, il faut passer le curseur au-dessus du modèle pour connaître le manufacturier de pneumatiques.
- Les voitures ne réussissant pas à parcourir 75% de la distance du gagnant sont non classées (NC).

| Pos  | Classe | no  | Écurie                         | Pilotes                                          | Châssis                             | Pneus | Tours | Temps                      |
| Pos  | Classe | no  | Écurie                         | Pilotes                                          | Moteur                              | Pneus | Tours | Temps                      |
| ---- | ------ | --- | ------------------------------ | ------------------------------------------------ | ----------------------------------- | ----- | ----- | -------------------------- |
| 1    | LD-1   | 27  | FromA Racing                   | Hideki Okada Stanley Dickens                     | Porsche 962C                        | B     | 179   | 4 h 27 min 03 s .850       |
| 1    | LD-1   | 27  | FromA Racing                   | Hideki Okada Stanley Dickens                     | Porsche Type-935 3,0 l Flat-6 Turbo | B     | 179   | 4 h 27 min 03 s .850       |
| 2    | LD-1   | 55  | Omron Racing Team              | Kenny Acheson Price Cobb                         | Porsche 962C                        | D     | 179   | + 1 min 32 s 836           |
| 2    | LD-1   | 55  | Omron Racing Team              | Kenny Acheson Price Cobb                         | Porsche Type-935 3,0 l Flat-6 Turbo | D     | 179   | + 1 min 32 s 836           |
| 3    | LD-1   | 32  | Nissan Motorsports             | Masahiro Hasemi Aguri Suzuki                     | Nissan R88C                         | B     | 177   | + 2 tours                  |
| 3    | LD-1   | 32  | Nissan Motorsports             | Masahiro Hasemi Aguri Suzuki                     | Nissan VRH30 3,0 l V8 Turbo         | B     | 177   | + 2 tours                  |
| 4    | LD-1   | 202 | Mazdaspeed                     | Yojiro Terada David Kennedy                      | Mazda 767                           | D     | 164   | + 15 tours                 |
| 4    | LD-1   | 202 | Mazdaspeed                     | Yojiro Terada David Kennedy                      | Mazda 13J 2,6 l 4-Rotor             | D     | 164   | + 15 tours                 |
| 5    | LD-1   | 23  | Nissan Motorsport              | Kazuyoshi Hoshino Kenji Takahashi (de)           | Nissan R88C                         | B     | 163   | + 16 tours                 |
| 5    | LD-1   | 23  | Nissan Motorsport              | Kazuyoshi Hoshino Kenji Takahashi (de)           | Nissan VEJ30 3,0 l V8 Turbo         | B     | 163   | + 16 tours                 |
| 6    | LD-1   | 50  | SARD                           | Syuuroku Sasaki Tsunehisa Asai                   | SARD MC88S                          | D     | 161   | + 18 tours                 |
| 6    | LD-1   | 50  | SARD                           | Syuuroku Sasaki Tsunehisa Asai                   | Toyota 3S-GTM 2,1 l I4 Turbo        | D     | 161   | + 18 tours                 |
| 7    | LD-1   | 15  | Leyton House Racing Team       | Naoki Nagasaka Kaoru Hoshino Masahiko Kageyama   | Porsche 962C                        | B     | 155   | + 24 tours                 |
| 7    | LD-1   | 15  | Leyton House Racing Team       | Naoki Nagasaka Kaoru Hoshino Masahiko Kageyama   | Porsche Type-935 3,0 l Flat-6 Turbo | B     | 155   | + 24 tours                 |
| 8    | LD-1   | 85  | Person's Racing Team           | Takao Wada Anders Olofsson Akio Morimoto (ja)    | March 88S                           | Y     | 134   | + 45 tours                 |
| 8    | LD-1   | 85  | Person's Racing Team           | Takao Wada Anders Olofsson Akio Morimoto (ja)    | Nissan VG30ET 3,2 l V6 Turbo        | Y     | 134   | + 45 tours                 |
| 9    | LD-3   | 6   | Tyuubu Jidousha Racing         | Masami Ishikawa Toshirou Shiino Naozumi Itou     | Toyota Corolla Levin                | D     | 130   | + 49 tours                 |
| 9    | LD-3   | 6   | Tyuubu Jidousha Racing         | Masami Ishikawa Toshirou Shiino Naozumi Itou     | Toyota                              | D     | 130   | + 49 tours                 |
| 10   | LD-3   | 5   | Mazda Auto Nishi Tokyo         | Toshihiro Fukazawa Shigeru Miura                 | Mazda RX-7                          | D     | 120   | + 59 tours                 |
| 10   | LD-3   | 5   | Mazda Auto Nishi Tokyo         | Toshihiro Fukazawa Shigeru Miura                 | Mazda Rotary                        | D     | 120   | + 59 tours                 |
| 11   | LD-3   | 71  | Expert Endou Syoukai           | Yoshiyuki Jitsukawa Shin'ya Nishizawa            | Nissan Sunny                        | D     | 117   | + 62 tours                 |
| 11   | LD-3   | 71  | Expert Endou Syoukai           | Yoshiyuki Jitsukawa Shin'ya Nishizawa            | Nissan I4                           | D     | 117   | + 62 tours                 |
| 12   | LD-2   | 151 | British Barn Racing Team       | Jiro Yoneyama Hideo Fukuyama                     | JTK 63C                             | D     | 111   | + 68 tours                 |
| 12   | LD-2   | 151 | British Barn Racing Team       | Jiro Yoneyama Hideo Fukuyama                     | Ford Cosworth DFL 3,3 l V8 Atmo     | D     | 111   | + 68 tours                 |
| Abd. | LD-1   | 25  | Rothmans Porsche Team Schuppan | Eje Elgh Maurizio Sandro Sala                    | Porsche 962C                        | D     | 168   | Moteur                     |
| Abd. | LD-1   | 25  | Rothmans Porsche Team Schuppan | Eje Elgh Maurizio Sandro Sala                    | Porsche Type-935 3,0 l Flat-6 Turbo | D     | 168   | Moteur                     |
| Abd. | LD-1   | 36  | Toyota Team Tom's              | Geoff Lees Masanori Sekiya Keiichi Suzuki        | Toyota 88C-V                        | B     | 119   | Transmission               |
| Abd. | LD-1   | 36  | Toyota Team Tom's              | Geoff Lees Masanori Sekiya Keiichi Suzuki        | Toyota R32V 3,2 l V8 Turbo          | B     | 119   | Transmission               |
| Abd. | LD-1   | 230 | Shizumatsu Racing              | Syuuji Fujii Tetsuji Shiratori Terumitsu Fujieda | Mazda 757                           | D     | 95    | Pneu                       |
| Abd. | LD-1   | 230 | Shizumatsu Racing              | Syuuji Fujii Tetsuji Shiratori Terumitsu Fujieda | Mazda 13G 13G 2,0 l 3-Rotor         | D     | 95    | Pneu                       |
| Abd. | LD-1   | 201 | Mazdaspeed                     | Yoshimi Katayama Pierre Dieudonné Takashi Yorino | Mazda 767                           | D     | 67    | Accident                   |
| Abd. | LD-1   | 201 | Mazdaspeed                     | Yoshimi Katayama Pierre Dieudonné Takashi Yorino | Mazda 13J 2,6 l 4-Rotor             | D     | 67    | Accident                   |
| Abd. | LD-1   | 3   | Auto Beaurex Motorsport        | Steven Andskär Andrew Gilbert-Scott              | Toyota 87C                          | D     | 59    | Arbre de transmission      |
| Abd. | LD-1   | 3   | Auto Beaurex Motorsport        | Steven Andskär Andrew Gilbert-Scott              | Toyota 3S-GTM 2,1 l I4 Turbo        | D     | 59    | Arbre de transmission      |
| Abd. | LD-1   | 37  | Toyota Team Tom's              | Paolo Barilla Hitoshi Ogawa Tiff Needell         | Toyota 88C                          | B     | 53    | Accident                   |
| Abd. | LD-1   | 37  | Toyota Team Tom's              | Paolo Barilla Hitoshi Ogawa Tiff Needell         | Toyota 3S-GTM 2,1 l I4 Turbo        | B     | 53    | Accident                   |
| Abd. | LD-1   | 100 | Trust Racing Team              | Vern Schuppan George Fouché                      | Porsche 962C GTi                    | D     | 46    | Moteur                     |
| Abd. | LD-1   | 100 | Trust Racing Team              | Vern Schuppan George Fouché                      | Porsche Type-935 3,0 l Flat-6 Turbo | D     | 46    | Moteur                     |
| Abd. | LD-1   | 1   | Advan Alpha Nova               | Kunimitsu Takahashi Kazou Mogi                   | Porsche 962C                        | Y     | 18    | Moteur                     |
| Abd. | LD-1   | 1   | Advan Alpha Nova               | Kunimitsu Takahashi Kazou Mogi                   | Porsche Type-935 3,0 l Flat-6 Turbo | Y     | 18    | Moteur                     |
| Abd. | LD-1   | 16  | Leyton House Racing Team       | Kris Nissen Bruno Giacomelli                     | Porsche 962CK6                      | B     | -     | Accident durant les essais |
| Abd. | LD-1   | 16  | Leyton House Racing Team       | Kris Nissen Bruno Giacomelli                     | Porsche Type-935 3,0 l Flat-6 Turbo | B     | -     | Accident durant les essais |
| Nq.  | LD-2   | 30  | Cactus Racing                  | Iwao Suga Hiroshi Sugai                          | MCS Guppy                           | D     | -     |                            |
| Nq.  | LD-2   | 30  | Cactus Racing                  | Iwao Suga Hiroshi Sugai                          | BMW                                 | D     | -     |                            |

## Pole position et record du tour
- Pole position :  Masahiro Hasemi /  Aguri Suzuki (#32 Nissan Motorsport) en 1 min 19 s 179
- Meilleur tour en course :  Kazuyoshi Hoshino (#23 Nissan Motorsport) en 1 min 22 s 266

## À noter
- Longueur du circuit : 4,470 km
- Distance parcourue par les vainqueurs : 800,130 km